# Rosa Godoy
Pour les articles homonymes, voir Godoy.
Rosa Liliana Godoy, née le 19 mars 1982 à Río Cuarto, est une coureuse de fond argentine. Elle est championne d'Amérique du Sud de course en montagne 2024 et a remporté deux médailles d'argent aux championnats d'Amérique du Sud d'athlétisme 2011.

## Biographie
Née à Río Cuarto, Rosa Godoy se met à pratiquer l'athlétisme dès l'âge de douze ans. Elle déménage par la suite à Villa Carlos Paz afin de poursuivre sa carrière sportive.
Elle se distingue d'abord dans la discipline du 3 000 mètres steeple et remporte son premier titre national senior en 2004 en 10 min 41 s 08.
En juin 2008, elle prend part aux championnats ibéro-américains d'athlétisme à Iquique. Elle décroche la médaille d'argent sur 3 000 m steeple en 10 min 0 s 36 derrière la Brésilienne Sabine Heitling. Elle double la mise deux jours plus tard sur l'épreuve du 3 000 mètres en 9 min 22 s 72 derrière l'Espagnole Dolores Checa.
En juin 2009, elle participe aux championnats d'Amérique du Sud d'athlétisme à Lima. Elle se pare de bronze sur l'épreuve du 1 500 mètres en 4 min 23 s 63 puis décroche également le bronze sur le 3 000 m steeple en 10 min 12 s 95.
Le 20 février 2011, elle prend le départ des championnats d'Amérique du Sud de cross-country à Asuncion. Elle y effectue une solide course pour décrocher la médaille de bronze individuelle. Elle remporte de plus la médaille d'argent au classement par équipes avec Nadia Rodríguez et Nancy Gallo. En juin, elle prend part aux championnats d'Amérique du Sud d'athlétisme à Buenos Aires. Sur l'épreuve du 5 000 mètres, elle est menée dans un premier temps par la Brésilienne Cruz Nonata mais tandis que cette dernière craque à 300 m de la fin, Rosa Godoy parvient à emboîter le pas de l'autre Brésilienne, Fabiana da Silva, et s'offre la médaille d'argent en 13 min 43 s 36, établissant un nouveau record national par la même occasion. Trois jours plus tard, sur l'épreuve du 10 000 mètres, elle ne parvient pas à suivre l'allure soutenue de la Brésilienne Simone da Silva mais poursuit sur son propre rythme pour s'offrir une deuxième médaille d'argent. Avec un temps de 32 min 51 s 10, elle signe un nouveau record national.
Elle diversifie sa pratique de l'athlétisme en s'essayant à des distances plus longues et se concentre sur l'épreuve du marathon à partir de 2012.
Sélectionnée pour le marathon des Jeux olympiques de 2016 à Rio de Janeiro, elle s'y classe 110e en 2 h 52 min 31 s.
Elle s'essaie par la suite à la discipline de course en montagne. Le 25 février 2023, elle domine aisément les championnats d'Argentine de kilomètre vertical à Las Leñas pour remporter le titre. Le 23 septembre, elle s'élance sur l'épreuve de course en montagne en montée et descente des championnats d'Amérique du Sud de course en montagne et trail à Tunja. Elle effectue une solide course mais doit se contenter de la médaille d'argent pour douze secondes derrière la Colombienne Ginary Camargo.
Le 9 novembre 2024, elle domine l'épreuve de course en montagne classique lors des championnats d'Amérique du Sud de course en montagne et trail à Villa La Angostura et remporte le titre avec plus de quatre minutes d'avance sur sa plus proche poursuivante.

## Palmarès

### Route/cross
| Année | Compétition                                      | Lieu                  | Place | Épreuve       | Performance     |
| ----- | ------------------------------------------------ | --------------------- | ----- | ------------- | --------------- |
| 2003  | Championnats d'Amérique du Sud de cross-country  | Asuncion              | 7e    | Cross court   | 15 min 15 s     |
| 2008  | Corrida de Reyes                                 | Asuncion              | 1re   | 10 kilomètres | 35 min 39 s     |
| 2008  | Semi-marathon de Buenos Aires                    | Buenos Aires          | 1re   | Semi-marathon | 1 h 16 min 8 s  |
| 2008  | Carrera Dino Hugo Tinelli                        | San Carlos de Bolívar | 1re   | 10 kilomètres | 34 min 36 s     |
| 2008  | Championnats du monde de semi-marathon           | Rio de Janeiro        | 29e   | Semi-marathon | 1 h 15 min 31 s |
| 2009  | Carrera de San Fernando                          | Punta del Este        | 3e    | 10 kilomètres | 36 min 20 s     |
| 2009  | Carrera Maya                                     | Buenos Aires          | 1re   | 10 kilomètres | 34 min 9 s      |
| 2009  | Carrera Dino Hugo Tinelli                        | San Carlos de Bolívar | 1re   | 10 kilomètres | 33 min 38 s     |
| 2010  | Carrera de San Fernando                          | Punta del Este        | 2e    | 10 kilomètres | 34 min 58 s     |
| 2010  | Carrera Dino Hugo Tinelli                        | San Carlos de Bolívar | 1re   | 10 kilomètres | 34 min 15 s     |
| 2011  | Carrera de San Fernando                          | Punta del Este        | 2e    | 10 kilomètres | 34 min 28 s     |
| 2011  | Championnats d'Amérique du Sud de cross-country  | Asuncion              | 3e    | Cross-country | 27 min 53 s     |
| 2011  | Championnats d'Argentine de cross-country        | Concordia             | 1re   | Cross-country | 29 min 13 s     |
| 2011  | Championnats d'Amérique du Sude de semi-marathon | Buenos Aires          | 4e    | Semi-marathon | 1 h 13 min 53 s |
| 2012  | Semi-marathon de Buenos Aires                    | Buenos Aires          | 3e    | Semi-marathon | 1 h 14 min 9 s  |
| 2013  | Marathon de Vienne                               | Vienne                | 7e    | Marathon      | 2 h 48 min 59 s |
| 2013  | Semi-marathon de Buenos Aires                    | Buenos Aires          | 3e    | Semi-marathon | 1 h 14 min 22 s |
| 2014  | Championnats d'Argentine de semi-marathon        | La Rioja              | 1re   | Semi-marathon | 1 h 14 min 6 s  |
| 2014  | Marathon de Buenos Aires                         | Buenos Aires          | 3e    | Marathon      | 2 h 44 min 4 s  |
| 2015  | Semi-marathon de Buenos Aires                    | Buenos Aires          | 1re   | Semi-marathon | 1 h 15 min 30 s |
| 2016  | Championnats d'Argentine de semi-marathon        | Rosario               | 1re   | Semi-marathon | 1 h 17 min 0 s  |
| 2016  | Jeux olympiques                                  | Rio de Janeiro        | 110e  | Marathon      | 2 h 52 min 31 s |
| 2017  | Championnats d'Amérique du Sude de semi-marathon | Montevideo            | 5e    | Semi-marathon | 1 h 16 min 56 s |
| 2017  | Championnats du monde d'athlétisme               | Londres               | 62e   | Marathon      | 2 h 49 min 30 s |
| 2021  | 21K Buenos Aires                                 | Buenos Aires          | 2e    | Semi-marathon | 1 h 17 min 48 s |
| 2022  | Championnats d'Argentine de cross-country        | Río Cuarto            | 1re   | Cross-country | 35 min 58 s     |

### Piste
| Année | Compétition                                 | Lieu         | Place | Épreuve         | Temps          |
| ----- | ------------------------------------------- | ------------ | ----- | --------------- | -------------- |
| 2004  | Championnats d'Argentine d'athlétisme       | Rosario      | 1re   | 3 000 m steeple | 10 min 41 s 08 |
| 2006  | Championnats d'Argentine d'athlétisme       | Santa Fe     | 1re   | 3 000 m steeple | 10 min 55 s 00 |
| 2007  | Championnats d'Amérique du Sud d'athlétisme | São Paulo    | 4e    | 3 000 m steeple | 10 min 29 s 48 |
| 2007  | Championnats d'Argentine d'athlétisme       | Buenos Aires | 1re   | 3 000 m steeple | 10 min 29 s 60 |
| 2007  | Championnats d'Argentine d'athlétisme       | Buenos Aires | 1re   | 1 500 m         | 4 min 31 s 55  |
| 2008  | Championnats ibéro-américains d'athlétisme  | Iquique      | 2e    | 3 000 m steeple | 10 min 0 s 36  |
| 2008  | Championnats ibéro-américains d'athlétisme  | Iquique      | 2e    | 3 000 m         | 9 min 22 s 72  |
| 2009  | Championnats d'Argentine d'athlétisme       | Santa Fe     | 1re   | 1 500 m         | 4 min 26 s 15  |
| 2009  | Championnats d'Argentine d'athlétisme       | Santa Fe     | 1re   | 3 000 m steeple | 10 min 13 s 43 |
| 2009  | Championnats d'Amérique du Sud d'athlétisme | Lima         | 3e    | 1 500 m         | 4 min 23 s 63  |
| 2009  | Championnats d'Amérique du Sud d'athlétisme | Lima         | 3e    | 3 000 m steeple | 10 min 12 s 95 |
| 2010  | Championnats d'Argentine d'athlétisme       | Buenos Aires | 1re   | 1 500 m         | 4 min 27 s 10  |
| 2010  | Championnats d'Argentine d'athlétisme       | Buenos Aires | 1re   | 5 000 m         | 16 min 11 s 21 |
| 2010  | Championnats ibéro-américains d'athlétisme  | San Fernando | 4e    | 5 000 m         | 15 min 53 s 76 |
| 2010  | Championnats ibéro-américains d'athlétisme  | San Fernando | 5e    | 3 000 m         | 9 min 10 s 24  |
| 2011  | Championnats d'Argentine de 10 000 m        | Buenos Aires | 1re   | 10 000 m        | 34 min 25 s 81 |
| 2011  | Championnats d'Argentine d'athlétisme       | Buenos Aires | 1re   | 1 500 m         | 4 min 24 s 69  |
| 2011  | Championnats d'Argentine d'athlétisme       | Buenos Aires | 1re   | 5 000 m         | 16 min 25 s 41 |
| 2011  | Championnats d'Amérique du Sud d'athlétisme | Buenos Aires | 2e    | 5 000 m         | 15 min 43 s 36 |
| 2011  | Championnats d'Amérique du Sud d'athlétisme | Buenos Aires | 2e    | 10 000 m        | 32 min 51 s 10 |
| 2011  | Jeux panaméricains                          | Guadalajara  | 12e   | 5 000 m         | 17 min 33 s 77 |
| 2013  | Championnats d'Argentine d'athlétisme       | Santa Fe     | 1re   | 5 000 m         | 16 min 44 s 23 |
| 2014  | Jeux sud-américains                         | Santiago     | 4e    | 10 000 m        | 34 min 8 s 16  |
| 2014  | Jeux sud-américains                         | Santiago     | 5e    | 5 000 m         | 16 min 28 s 21 |
| 2015  | Championnats d'Amérique du Sud d'athlétisme | Lima         | 5e    | 10 000 m        | 32 min 24 s 71 |
| 2015  | Jeux panaméricains                          | Toronto      | 9e    | 10 000 m        | 33 min 29 s 41 |
| 2017  | Championnats d'Amérique du Sud d'athlétisme | Asuncion     | 7e    | 10 000 m        | 35 min 45 s 46 |

### Course en montagne
| no  | féminin       | Course                                               | Longueur | Départ            | Temps           |
| --- | ------------- | ---------------------------------------------------- | -------- | ----------------- | --------------- |
| 10e | Médaille d'or | Valhöll Ultra Trail 22k                              | 21,6 km  | 5 septembre 2021  | 2 h 25 min 5 s  |
| 18e | Médaille d'or | Championnats d'Argentine de kilomètre vertical       | 5,85 km  | 25 février 2023   | 57 min 43 s     |
| 36e | Médaille d'or | Championnats d'Argentine de course en montagne       | 15 km    | 11 mars 2023      | 1 h 19 min 21 s |
| 19e | Médaille d'or | Championnats d'Amérique du Sud de course en montagne | 16 km    | 23 septembre 2023 | 1 h 18 min 14 s |
| 12e | Médaille d'or | Championnats d'Argentine de kilomètre vertical       | 5,85 km  | 3 février 2024    | 57 min 43 s     |
| 35e | Médaille d'or | Championnats d'Amérique du Sud de course en montagne | 15 km    | 8 novembre 2024   | 1 h 26 min 24 s |

## Records
| Épreuve              | Performance     | Date             | Lieu               |
| -------------------- | --------------- | ---------------- | ------------------ |
| 800 mètres           | 2 min 14 s 31   | 28 avril 2002    | Mar del Plata      |
| 1 500 mètres         | 4 min 16 s 97   | 24 mars 2009     | Buenos Aires       |
| Mile                 | 4 min 38 s 62   | 26 novembre 2009 | Buenos Aires       |
| 3 000 mètres         | 9 min 10 s 24   | 6 juin 2010      | San Fernando       |
| 5 000 mètres         | 15 min 43 s 36  | 2 juin 2011      | Buenos Aires       |
| 10 000 mètres        | 32 min 51 s 10  | 5 juin 2011      | Buenos Aires       |
| 2 000 mètres steeple | 9 min 41 s 16   | 14 avril 2007    | Benidorm           |
| 3 000 mètres steeple | 10 min 0 s 36   | 13 juin 2008     | Iquique            |
| 5 kilomètres         | 17 min 35 s     | 20 août 2005     | Águilas            |
| 10 kilomètres        | 33 min 27 s     | 3 août 2008      | Buenos Aires       |
| 15 kilomètres        | 53 min 13 s     | 5 août 2018      | Buenos Aires       |
| 10 miles             | 58 min 48 s     | 19 février 2022  | Comodoro Rivadavia |
| Semi-marathon        | 1 h 12 min 42 s | 8 mai 2011       | Rosario            |
| Marathon             | 2 h 38 min 36 s | 10 avril 2016    | Rotterdam          |